# Hipposideros demissus
Hipposideros demissus is een vleermuis uit het geslacht Hipposideros die voorkomt op het eiland San Cristobal in de Salomonseilanden. Deze soort is nauw verwant aan H. diadema en werd tot de jaren 90 van de 20e eeuw als een ondersoort van die soort gezien. H. demissus komt algemeen voor op San Cristobal, maar wordt toch beschouwd als kwetsbaar omdat de soort sterk afhankelijk is van enkele grotten waar grote aantallen H. demissus in slapen.
H. demissus is de kleinste van de verwanten van H. diadema. Mannetjes hebben een geelgrijze, vrouwtjes een oranje vacht. De kop-romplengte bedraagt 64,8 tot 70,3 mm, de staartlengte 34,1 tot 42,6 mm, de voorarmlengte 64,0 tot 67,6 mm, de tibialengte 26,5 tot 28,1 mm, de oorlengte 20,6 tot 24,5 mm en het gewicht 22,3 tot 27,0 g.